# Zespół Gerstmanna-Sträusslera-Scheinkera
Zespół Gerstmanna-Sträusslera-Scheinkera (GSS) – bardzo rzadki zespół neurozwyrodnieniowy, zaliczany do pasażowalnych encefalopatii gąbczastych (TSE) i uważany za odmianę rodzinnej postaci choroby Creutzfeldta-Jakoba (fCJD). Choroba jest uwarunkowana genetycznie i dziedziczna.

## Historia
Chorobę jako pierwsi opisali u pochodzącej z Wiednia rodziny „H” Ilya Mark Scheinker, Josef Gerstmann i Ernst Sträussler w 1928 i 1936 roku. Przypadek jednego z członków tej rodziny przedstawił Ludwig Dimitz w 1913 roku. Ta sama rodzina badana była przez następne lata, i opisana przez Antona von Braunmühla w 1954 i Seitelbergera w 1962 i 1971. Seitelberger jako pierwszy zwrócił uwagę na podobieństwo obrazu klinicznego choroby Gerstmanna-Sträusslera-Scheinkera i kuru. Kolejni członkowie rodziny „H” zostali zdiagnozowani w latach 90. po odkryciu choroby u krewnej rodziny z Wiednia przez Herberta Budkę; jak się okazało, rodzina „H” pochodziła z małego miasteczka w dolnej Austrii, i na początku wieku została zdiagnozowana jako dotknięta rodzinną postacią kiły ośrodkowego układu nerwowego. Naznaczona w ten sposób rodzina przestała się zgłaszać do lekarzy.

## Etiologia
GSS wywoływany jest przez priony i warunkowany germinalną mutacją w genie PRNP.

## Objawy
Objawy zespołu Gerstmanna-Sträusslera-Scheinkera pojawiają się pomiędzy 35. a 55. rokiem życia. Choroba ma charakter postępujący i trwa przeciętnie od 2 do 10 lat, cechuje się stopniowo narastającą ataksją, do której dołączają się objawy otępienne. Możliwe są także m.in. dyzartria, zaburzenia widzenia, oczopląs, parkinsonizm.

## Diagnostyka
Rozpoznanie choroby stawia się na podstawie obrazu klinicznego i wywiadu rodzinnego. Potwierdzeniem choroby jest wynik badania genetycznego. Badanie neuropatologiczne wykazuje liczniejsze niż w CJD płytki amyloidowe zbudowane z PrPSc, w tym patognomoniczne dla GSS blaszki wielordzeniowe.

## Leczenie
Nie jest znana metoda wyleczenia, ani opóźnienia rozwoju choroby. Leczenie jest nastawione na złagodzenie objawów choroby i podniesienie komfortu życia.